# تاريخ اللغة اللاتينية

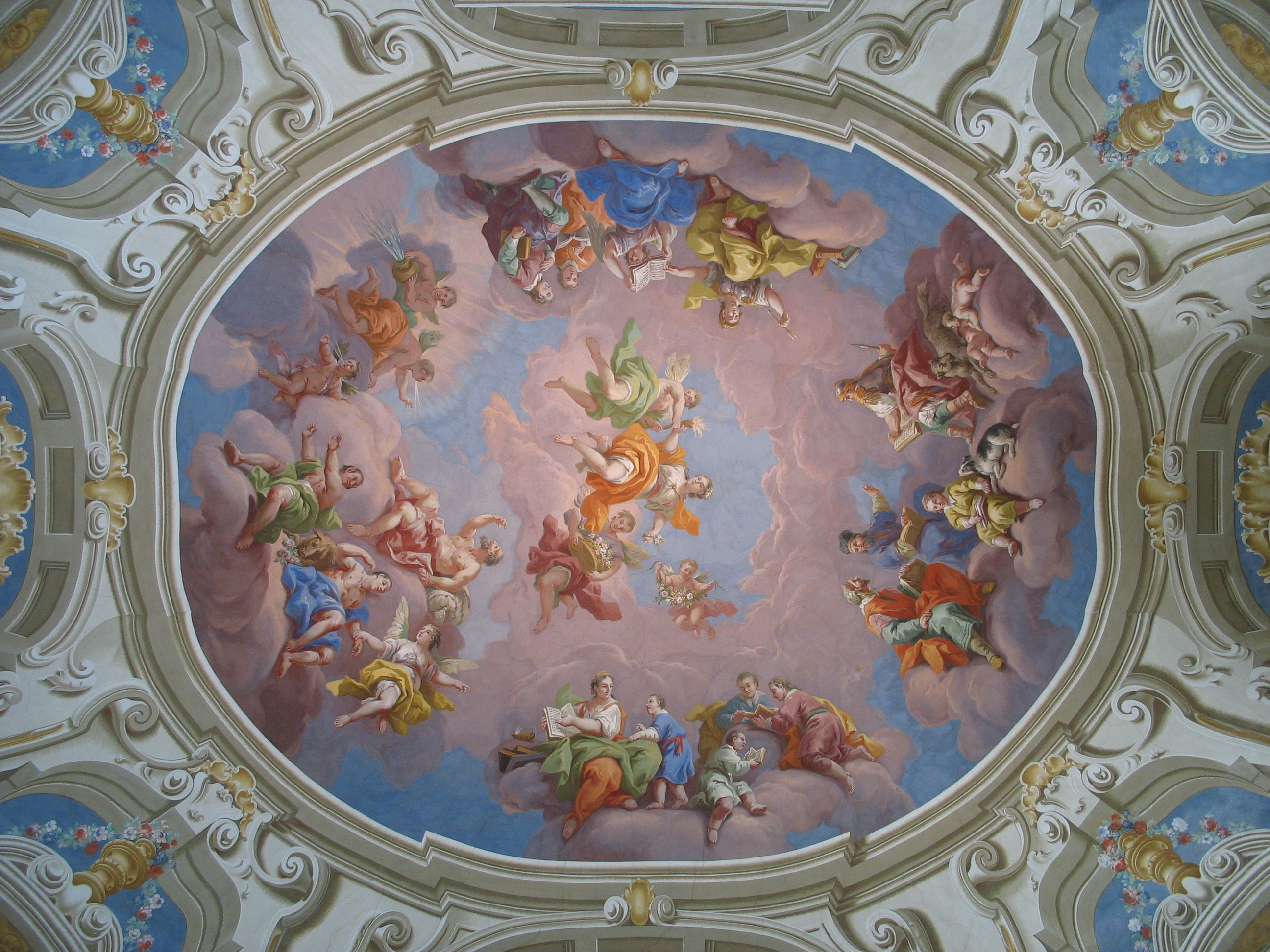
واحد من اللوحات الجدارية السبعة السقفية رسمها بارتولوميو في سنته ال 80 لمكتبة آدمونت دير، وتظهر أورورا (إلهة الفجر) مع عباقرة اللغة في قطارها الذي يوقظ مورفيوس (إله الحلم)، والعباقرة هي القواعد النحوية والتثقيفية واليونانية والعبرية واللاتينية.

اللغة اللاتينية هي أحد أعضاء العائلة الكبيرة التي تضم اللغات الإيطاليقية. نشأت أبجديتها، الأبجدية اللاتينية، من الأبجديات الإيطاليقية القديمة، والتي اشتُقت من الخطوط اليونانية والفينيقية. جاءت اللاتينية التاريخية من لغة ما قبل التاريخ في إقليم لاتيوم، وبالتحديد حول نهر التيبر، حيث تطورت الحضارة الرومانية لأول مرة. تعتبر الكيفية والتوقيت الذي جاءت به اللاتينية ليتحدث بها الرومان من الأسئلة التي كانت محلًا للجدال منذ فترة طويلة. اكتُشفت العديد من المؤثرات على اللاتينية من اللهجات السلتية في شمال إيطاليا، واللغة الأترورية اللاهندية أوروبية في وسط إيطاليا، واللغة اليونانية في جنوب إيطاليا، ولكن لا يُعرف بالتحديد متى دخلت تلك المؤثرات على اللاتينية المحلية.
يتكون الأدب اللاتيني الباقي بالكاد من الكلاسيكية اللاتينية بتعريفها الواسع. فهو يشمل لغة أدبية جذابة وأحيانًا شديدة التنسيق سُميت أحيانًا باللاتينية الذهبية، والتي تعود إلى القرن الأول قبل الميلاد والسنوات الأولى من القرن الأول الميلادي. ولكن، اختلفت اللغة المستخدمة في الحديث عبر تاريخ روما القديمة في كل من القواعد والكلمات عن تلك المستخدمة في الأدب، ويشار إليها باللاتينية العامية. إضافة إلى اللاتينية، أحيانًا ما تكلمت النخبة المتعلمة باللغة اليونانية، والتي تعلموها في المدارس وحصلوا على معلمي اليونانية من خلال تدفق أسرى الحرب المستعبدين من اليونانيين المتعلمين، والذين أُسروا أثناء الغزو الروماني لليونان. في النصف الشرقي من الإمبراطورية الرومانية، والذي أصبح الإمبراطورية البيزنطية، بقيت العامية اليونانية المختلطة الخاصة بالعصر الهلنستي ولم تُستبدل قط باللاتينية. استمرت في التأثير على اللاتينية العامية التي تطورت إلى اللغات الشرقية الرومانسية.

## الأصول
اشتُق اسم اللاتينية من المجموعة القبلية الإيطاليقية التي سُميت لاتيني واستقرت في لاتيوم قرابة القرن العاشر قبل الميلاد، ومن اللهجة التي تحدث بها هؤلاء الناس.
كونت اللغات الإيطاليقية فصيلة سينتوم في عائلة اللغات الهندو أوروبية. يشمل ذلك اللغات الرومنسية والجرمانية والسلتية والهيلينية وعدد من اللغات المنقرضة.
بشكل عام، في المقاطع الابتدائية، عادة ما بقيت الحركات الهندو أوروبية البسيطة في اللغة اللاتينية مثل (*a) و *e و *i و *o و *u القصيرة منها والطويلة. يظهر المصوت الخفي الهندو جرماني (*ə) في اللاتينية في شكل (. IE *pəter > L pater). كما احتُفظ أيضًا بالمصوت المزدوج في اللاتينية القديمة، ولكن في اللاتينية الكلاسيكية يتجه البعض إلى أن يصبح مونوفثونج (على سبيل المثال oi > ū أو oe و ei > ē > ī). في المقاطع غير الابتدائية، كان هناك تخفيضًا أكثر في الحركة. تحدث الحالة الأكثر تطرفًا مع الحركات القصيرة في المقاطع المفتوحة الوسطى (على سبيل المثال الحركات القصيرة التي يتبعها على الأغلب صامت واحد، وتحدث إما في المقطع الأول أو الأخير): جميعها تُخفض إلى حركة واحدة، والتي تظهر كـ  i في معظم الأحيان، ولكن e (أحيانًا o) قبل r، و u قبل l التي يتبعها o أو u. في المقاطع الأخيرة، عادة ما تُرفع حركات e و o القصيرة إلى i و u على الترتيب.
عادة ما تكون الصوامت أكثر استقرارًا. ولكن، لم يُحتفظ بالحروف الحلقية الصوتية الهندو أوروبية مثل bh و dh و gh و gwh، ليصبحوا f و f و h و f على الترتيب في بداية الكلمة، ولكن عادة ما تكون bو d و g و v في الأماكن الأخرى. أصبحت dh غير الابتدائية b بجانب r أو u، على سبيل المثال *h₁rudh- «أحمر» > rub-، على سبيل المثال rubeō "يصبح أحمر"؛ *werdh- «كلمة» > verbum. يصبح حرف s بين الحركات r، على سبيل المثال Flōs «زهرة»، flōris; erō «سوف أكون» في المقابل root es-؛ aurōra «فجر» < *ausōsā (في الجرمانية *aust- > في الإنجليزية «شرق», Vedic Sanskrit uṣā́s «فجر»)؛ soror «شقيقة» < *sosor < *swezōr < *swésōr (في الإنجليزية القديمة sweostor "«شقيقة»).
من بين الحالات الثمانية الأصلية للغة الهندية الأوروبية البدائية، ورثت اللاتينية ثمانية: الرفع والنداء والنصب والإضافة والحالة المفعولية غير المباشرة والإلزامية. بقيت الحالة الموضعية الهندو أوروبية في تصريفات بعض أسماء الأماكن وبعض الأسماء الشائعة مثل Roma «روما» (في الحالة الموضعية Romae) وفي كلمة domus «منزل» (في الحالة الموضعية domī). ربما بقيت آثار الحالة الآلية في الأشكال الظرفية التي تنتهي بحرف -ē.
يُعتقد أن الكتابات الأقدم التي بقيت حتى الآن هي الشظية والتي تعود للقرن السابع قبل الميلاد وتعرف بشظية برانيستي، والتي تُقرأ Manios med fhefhaked Numasioi أي «مانيوس جعلني لنيوميريوس».

## اللاتينية القديمة
تشير اللاتينية القديمة (وتُعرف أيضًا باللاتينية العتيقة) إلى حقبة النصوص اللاتينية قبل عصر اللاتينية الكلاسيكية، وامتدت من البقايا الأثرية النصية والتي ربما نشأت في المملكة الرومانية، وحتى اللغة المكتوبة في الجمهورية الرومانية قرابة عام 75 قبل الميلاد. ربما تعتبر كل الكتابة في مراحلها المبكرة تسجيلية.
تعتبر حالات الانتهاء بـ -os و -om (في اللاتينية الأحدث -us و -um) من الصفات الصوتية للاتينية الأقدم. في العديد من المواضع، حولت اللاتينية الكلاسيكية حرف s بين الحروف المتحركة إلى r. كان لذلك آثار على التصريف: في الكلاسيكية اللاتينية القديمة honos، honosis؛ وفي الكلاسيكية honor، honoris («شرف»). أبقت بعض النصوص اللاتينية على حرف s في هذا الموضع، مثل lases التي تشير إلى لار في كارمن آرفيل.

## اللاتينية الكلاسيكية
اللاتينية الكلاسيكية هي أحد أشكال اللغة اللاتينية التي استخدمها الرومان القدماء في الأدب اللاتيني الكلاسيكي. في فقه اللغة الأحدث والأضيق، امتد استخدامها خلال العصر الذهبي للأدب اللاتيني - بشكل عام القرن الأول قبل الميلاد وبداية القرن الأول الميلادي - وربما امتدت إلى العصر الفضي - القرنين الأول والثاني بشكل عام. كانت لغة أدبية مكتوبة وجذابة استندت على اللغة الراقية التي تحدثت بها الطبقات الأعلى. تختلف اللاتينية الكلاسيكية عن اللاتينية القديمة: في اللغة التسجيلية الأقدم وفي الكتاب الأقدم، مثل إينيوس وبلاوتوس وغيرهما، وفي العديد من الأشكال؛ على سبيل المثال تحولت نهايات -om و -os إلى -um و -us، وتطورت بعض الاختلافات المفرداتية أيضًا، مثل توسعة معاني الكلمات. في التوجه الأقدم والأوسع، تشمل الحقبة الكلاسيكية كتاب اللاتينية القديمة والعصر الذهبي والعصر الفضي.

### العصر الذهبي
العصر الذهبي للأدب اللاتيني هو الحقبة التي تتكون تقريبًا من الفترة بين عام 75 قبل الميلاد وحتى عام 14 ميلاديًا، وتغطي نهاية الجمهورية الرومانية وحكم أغسطس قيصر. تمثل تلك الحقبة في النموذج اللغوي المستخدم حاليًا ذروة الأدب اللاتيني. منذ الأزمنة بعد-الكلاسيكية الأقدم، كانت اللاتينية الخاصة بهؤلاء الكتاب معيارًا مثاليًا للاتينية الأفضل، التي يجب أن يتبعها الكتاب الآخرون.

### العصر الفضي
بالنسبة للأدب الروماني، يغطي العصر الفضي أول قرنين ميلاديين بعد العصر الذهبي. يتزين الأدب في العصر الفضي بالسلوكيات بشكل أكبر.